# توماس گیگارا
توماس گیگارا (انگلیسی: Tomás Guidara؛ زادهٔ ۱۳ مارس ۱۹۹۶) بازیکن فوتبال اهل آرژانتین است.